# 関メディベースボール学院
関メディベースボール学院（かんメディベースボールがくいん）は、兵庫県西宮市に本拠地を置き、日本野球連盟に加盟している社会人野球のクラブチームである。関メディベースボール学院の野球選手科の生徒によって結成されている。

## 概要
2006年3月15日付けで、『関西メディカルスポーツ学院』のチーム名で日本野球連盟にクラブチームとして新規登録された。
2010年から会社登録扱いに変更となり企業チームとして活動する。
2014年1月1日付けで、チーム名を『関メディベースボール学院』に改称した。
2015年2月9日付けで、再びクラブ登録に変更になりクラブチームとなった。
2020年12月14日 株式会社スポーツフィールドと所属選手の就労支援におけるパートナー契約締結。
2020年12月14日 株式会社スポーツフィールドの吉浦剛史がキャリアサポートアドバイザーに就任。
2022年7月14日 星槎大学と連携協定を締結。

## 沿革
- 2006年3月15日 - 『関西メディカルスポーツ学院』のチーム名で日本野球連盟にクラブチームとして加盟
- 2010年 - 会社扱いに登録変更となり企業チームとなる
- 2011年 - 全日本クラブ野球選手権大会に初出場（ベスト8）
- 2014年 - チーム名を『関メディベースボール学院』に改称
- 2015年 - クラブ登録に変更となり、再びクラブチームとなる

## 元プロ野球選手の競技者登録

### 所属
- 佐藤義則（元：阪急ブレーブス） - 統括投手コーチ（併設の中等部も指導）
- 井戸伸年（元：オリックス・バファローズ→大阪近鉄バファローズ） - マネージャー→コーチ→監督→GM→総監督
- 立石充男（元：南海ホークス） - 野手総合コーチ
- 海田智行（元：オリックス・バファローズ） - 投手コーチ（中等部）
- 青山誠（元：読売ジャイアンツ） - コーチ→監督
- 近藤一樹（元：オリックス・バファローズ→東京ヤクルトスワローズ→四国IL・香川） - 総合コーチ
- 上田剛史（元ヤクルト - コーチ

### 退団
- 安井智規（元：近鉄バファローズ） - 監督→コーチ
- 児玉弘義（元：近鉄バファローズ） - コーチ
- 舩木聖士（元：千葉ロッテマリーンズ→阪神タイガース） - コーチ
- 栗田雄介（元：オリックス・バファローズ→大阪近鉄バファローズ） - 投手
- 小池秀郎（元：東北楽天ゴールデンイーグルス→大阪近鉄バファローズ→中日ドラゴンズ） - コーチ
- 松川誉弘（元：西武ライオンズ） - 投手
- 佐藤和宏（元：東北楽天ゴールデンイーグルス→大阪近鉄バファローズ） - コーチ
- 丹羽将弥（元：オリックス・バファローズ） - 外野手
- 川越透（元：南海ホークス→福岡ダイエーホークス） - コーチ
- 住友平（元：阪急ブレーブス） - コーチ→監督
- 奥浪鏡（元：オリックス・バファローズ） - 内野手
- 高代延博（元：日本ハムファイターズ→広島東洋カープ）- 統括野手総合コーチ（在任中は中等部も指導）